# Eagles Charity Club
Der Eagles Charity Club e. V. ist ein gemeinnütziger Verein, der im Jahr 1993 als Eagles Charity Golf Club e. V. in München gegründet wurde. Sportler, Schauspieler, Entertainer und Journalisten engagieren sich bei den Eagles, um Menschen in Not zu unterstützen.

## Struktur
Der Vorstand des Vereins besteht aus acht ehrenamtlichen Mitgliedern: Präsident Frank Fleschenberg, Präsidentin Anke Huber sowie die Vizepräsidenten Christian Neureuther und Michael Roll. Weitere Vorstandsmitglieder sind Claudia Jung, Ingo Lenßen, Patricia Cronemeyer und Peter Heidecker.
Gemeinsam mit Unternehmen, Golfclubs, Hotels und Organisationen veranstaltet der Verein Charity-Golfturniere sowie Sport- und Netzwerkveranstaltungen, um Spenden zu sammeln. Höhepunkt des Jahres ist der Eagles Präsidenten Cup. In den ersten 30 Jahren konnten auf diese Weise über 42 Millionen Euro an Spendengeldern generiert werden.
Im Jahr 2008 wurde der Eagles Business Club gegründet, der u. a. die Verwaltungskosten des Vereins trägt und die Spendenziele des Vereins großzügig unterstützt.

## Engagement
Im Laufe der Jahre wurden zahlreiche Stiftungen unterstützt, darunter Tabaluga Kinderstiftung, Franz Beckenbauer Stiftung, Aktion Kinderträume, Kindernothilfe, Frohes Herz e.V., Ambulantes Kinderhospiz München(AKM), Deutsche Sporthilfe, NCL-Stiftung, Felix Neureuther Stiftung, Auma Obama Sauti Kuu Foundation, Andrea und Falk Charity Foundation, Horizont e. V., Initiative Werterhalt und Weitergabe e. V.., Kinderrheuma-Stiftung, Tribute to Bambi Stiftung und viele andere.
Am 11. Oktober 2010 erhielt Frank Fleschenberg von der bayerischen Sozialministerin Christine Haderthauer als Anerkennung für die karitativen Aktivitäten des EAGLES Charity Clubs das Bundesverdienstkreuz am Bande verliehen.

## Eagles „Next Level“
Im Jahr 2021 wurde der Eagles Charity Golf Club zu Eagles Charity Club umbenannt, um das Angebot von Golfturnieren auf weitere Sport- und Netzwerkveranstaltungen zu erweitern.

## Links
- Website des Vereins